# Jadwiga Wołoszyńska
Jadwiga Wołoszyńska (ur. 5 kwietnia 1882 w Nadwórnej, zm. 30 sierpnia 1951 w Krakowie) – polska uczona, biolog, specjalistka w zakresie fykologii i hydrobiologii. Jako pierwsza kobieta ukończyła studia na Uniwersytecie Lwowskim, a jako druga uzyskała tytuł profesorski na Uniwersytecie Jagiellońskim. Opisała łącznie około 170 nowych taksonów glonów.

## Życiorys
Urodziła się w Nadwórnej na Podkarpaciu Wschodnim, jako córka Włodzimierza i Józefy z Masłowskich. Uczęszczała do gimnazjum w Nadwórnej, maturę zdała w 1903 r. we Lwowie.
W 1903 r. rozpoczęła studia z nauk przyrodniczych na Uniwersytecie Lwowskim, które ukończyła w 1907 r. W 1912 r. uzyskała stopień doktora filozofii na tym samym uniwersytecie na podstawie rozprawy „Zmienność i spis glonów planktonowych stawów polskich”. Od początku kariery specjalizowała się w fykologii pod kierunkiem Mariana Raciborskiego. Pracowała na Uniwersytecie Lwowskim jako asystentka od 1912 do 1920 r. W latach 1920–1921 była nauczycielką w państwowym seminarium żeńskim w Inowrocławiu. W latach 1921–1923 pracowała w nowo powstałej, pierwszej polskiej stacji hydrobiologicznej na jeziorze Wigry. Była współpracowniczką Alfreda Lityńskiego i asystentką w dziale algologii.
W 1924 r. rozpoczęła pracę w Krakowie w Instytucie Botanicznym Uniwersytetu Jagiellońskiego jako asystentka prof. Władysława Szafera. W 1930 r. została docentką za pracę „Dinoflagellatae polskiego Bałtyku i błot nad Piaśnicą”. W latach 1930–1932 pełniła funkcję zastępcy profesora botaniki farmaceutycznej w Zakładzie Botaniki Farmaceutycznej UJ, zaś od 1932 była profesorem nadzwyczajnym. Pod jej kierunkiem specjalizował się m.in. Adam Bursa.
Podczas niemieckiej akcji pacyfikacyjnej tzw. Sonderaktion Krakau, przeprowadzonej w Krakowie 6 listopada 1939 r., uniknęła aresztowania. Została zwolniona do domu razem z Heleną Willman-Grabowską, również profesorką UJ. Chociaż w czasie II wojny światowej UJ był zamknięty, zorganizowano nauczanie na Tajnym Uniwersytecie Jagiellońskim. Wśród 140 naukowców prowadzących zajęcia była także Wołoszyńska. Jednym z jej studentów był wówczas Jerzy Czosnowski, późniejszy botanik i profesor zwyczajny na Uniwersytecie im. Adama Mickiewicza w Poznaniu.
W 1946 r. mianowano ją profesorem zwyczajnym. W 1950 r. katedrę botaniki farmaceutycznej wcielono do Akademii Medycznej w Krakowie, gdzie pracowała do śmierci w 1951 r.
Miejscem spoczynku Jadwigi Wołoszyńskiej jest cmentarz Rakowicki w Krakowie (kw. Ab, rz. płd., gr. 6).

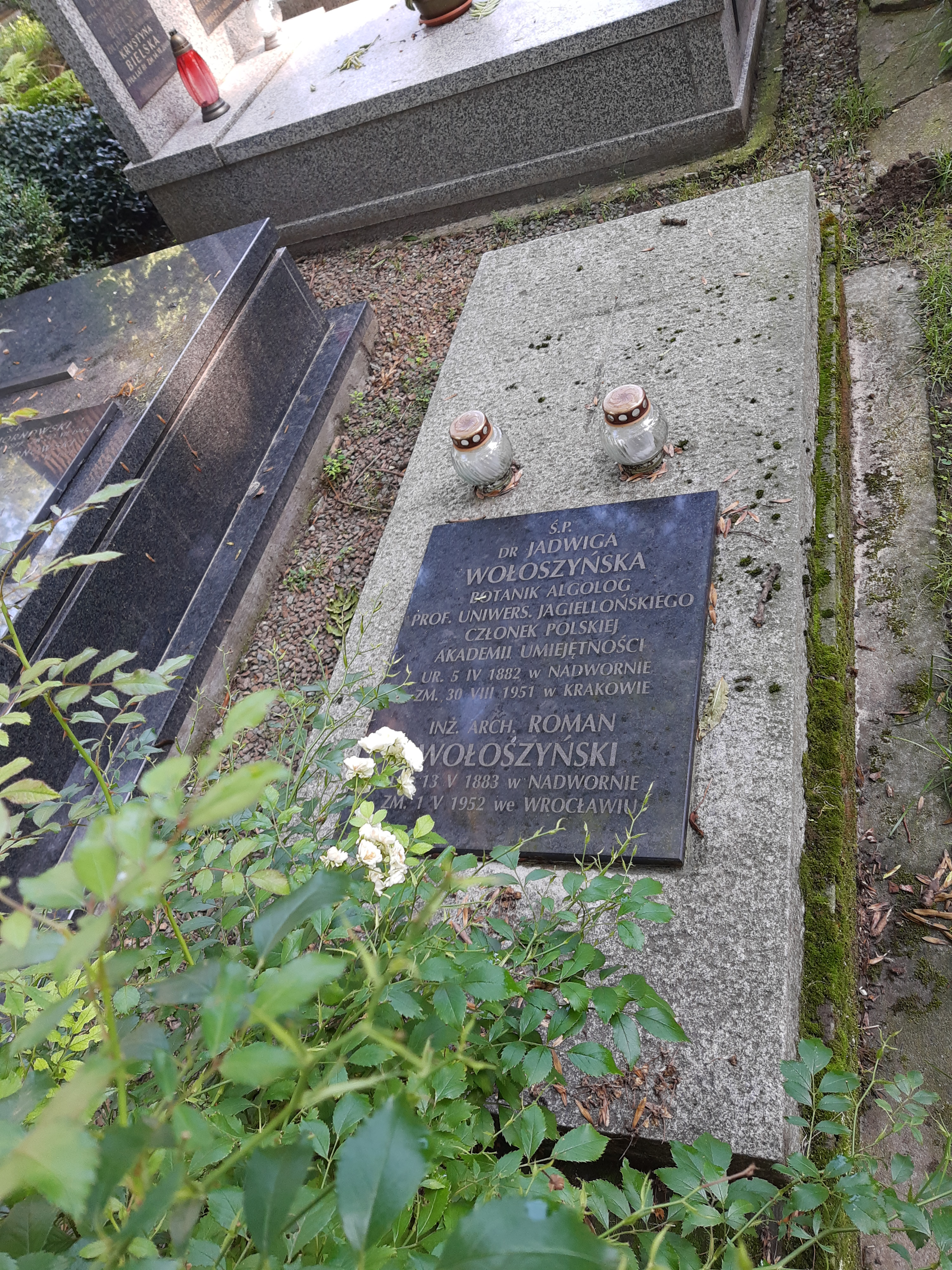
Grób prof. Jadwigi Wołoszyńskiej na cmentarzu Rakowickim

## Działalność naukowa
Jadwiga Wołoszyńska jest uznanym fykologiem, szczególnie w zakresie badań nad bruzdnicami (Dinoflagellata) oraz innymi grupami systematycznymi glonów, w tym także okrzemkami. W swojej pierwszej publikacji z 1910 roku poruszyła temat rozmieszczenia zbiorowisk glonów w mikrosiedliskach na dnie rzeki Prut w Karpatach Wschodnich, co było wówczas nowością w badaniach fykologicznych. Jest autorką ok. 50 publikacji, w tym szeregu prac dotyczących fitoplanktonu jezior Polski, Ukrainy i Litwy oraz Bałtyku.
Jej badania dotyczyły również jezior Jawy, Sumatry i Afryki. Opracowywaniem okrzemek planktonowych i dennych, na podstawie materiałów własnych i przekazanych, zajmowała się do 1934 r. Swoje zbiory zebrane na Jawie powierzył jej do opracowania prof. Marian Raciborski. Na prośbę kierownika niemieckiej ekspedycji Brunona Schrödera opracowała również plankton Jeziora Wiktorii w Afryce, a także próbki z jezior Jawy i Sumatry nadesłane przez dra A. Steinmana z Wrocławia. Wiele jej ówczesnych i późniejszych publikacji dotyczyło glonów pochodzących ze stanowisk tatrzańskich. Jedna z obszerniejszych prac to Glony stawów i młak tatrzańskich (Die Algen der Tatraseen und Tümpel), publikowana w kilku częściach w latach 1918–1939.
Jej badania z jednej strony miały charakter biogeograficzny i ekologiczny, z drugiej zaś część z nich skutkowała odkryciami z zakresu anatomii glonów. Na krótko przed jej śmiercią (a sformalizowano to właśnie w roku jej śmierci) Rufus Henney Thompson, uznawszy, że dla niektórych przedstawicieli badanej przez nią bruzdnicy Gymnodinium należy wydzielić nowy rodzaj, nazwał go Woloszynskia. Do klasyfikacji tego rodzaju wykorzystano odkrycia anatomiczne Wołoszyńskiej dotyczące tarczek skorupki. Następne badania kolejnych fykologów zaś sprawiły, że wyodrębniono kolejne rodzaje, m.in. rodzaj Jadwigia.
Opisała łącznie około 170 nowych taksonów glonów, w tym 7 nowych rodzajów, 126 nowych gatunków i odmian glonów współczesnych oraz 45 nowych gatunków kopalnych. Nowe gatunki glonów opisała na podstawie odkryć m.in. w jeziorach tatrzańskich: Toporowy Staw Wyżni, Toporowy Staw Niżni i Smreczyński Staw.
Taksony opisane przez Wołoszyńską oznaczane są w klasyfikacjach botanicznych skrótem Wolosz.
Dwa opisane przez siebie gatunki bruzdnic: Peridinium chalubinskii i Chalubinskia tatrica nazwała na cześć prof. Tytusa Chałubińskiego. Jednak obydwie te nazwy są obecnie uważane za synonimy innych opisanych przez Wołoszyńską gatunków: Peridinium chalubinskii Wolosz. jest synonimem P. raciborskii Wolosz., a Chalubinskia tatrica Wolosz. synonimem P. lomnickii Wolosz.
Przykładowe taksony:
- Ceratium hirundinella var. fribourgense (Zederbauer) Woloszynska Bull. Int. Acad. Sc. Cracovie, Cl. Sc. Math. et Nat., Ser. B, 1911 : 293. 1911.
- Attheya lata Woloszynska Kosmos [Lvov] 37: 134. 1912. (P+G) Attheya lata Wołoszyńska, 1912.
- Chroococcus turgidus var. mipitanensis Woloszynska Bull. Int. Acad. Sci. Cracovie, Cl. Sci. Math. et Nat., Ser. B, 1912: 692, pl. XXXVI: fig. 4. 1912.
- Peridinium lomnickii Wolosz. Bull. Int. Acad. Sci. Cracovie, Cl. Sci. Math. Nat., ser. B 1915 (8–10): 267 (1916).
- Chalubinskia tatrica Woloszynska Bull. Int. Acad. Sc. Cracovie, Cl. Sc. Math. et Nat., Ser. B, 1915 : 276, pl. 13: figs. 1–8. 1916. (uznane za synonim Peridinium lomnickii Wolosz.)
- Centronella rostafińskii Woloszynska Rozpr. Wydz. Mat.-Przyr. Akad. Umiej. [Krakowie], ser 3, 22 A/B: 90, fig. 1. 1923.
- Bitrichia wolhynica Woloszynska
- Raphidiopsis raciborskii Woloszynska 1912

### Członkostwo
Należała do Towarzystwa Naukowego we Lwowie, od 1922 r. była członkinią Polskiego Towarzystwa Botanicznego, od 1934 r. członkinią Towarzystwa Naukowego Warszawskiego. W 1945 r. została jako jedna z dwóch pierwszych kobiet członkinią korespondentką Polskiej Akademii Umiejętności oraz członkinią Polskiego Towarzystwa Przyrodników im. Kopernika.

### Ważniejsze publikacje
- Jadwiga Wołoszyńska: Glony stawów i młak tatrzańskich (Die Algen der Tatraseen und Tümpel) (cz. 1: Rozpr. Wydz. Mat.-Przyr. AU 18 B, 1918; cz. 2: Bull. Int. Acad. Pol. Sc. Cl. Math. 1935; cz. 3: Archiwum Hydrobiologii i Rybactwa 10, 1936; cz. 4: Acta Soc.Bot. Pol. 16, 1939).
- Jadwiga Wołoszyńska: Studja porównawcze nad jeziorami tatrzańskiemi i Pojezierzem... Sborník I Sjezdu Slovanských Geografů a Ethnografů v Praze 1924, 1926.
- Jadwiga Wołoszyńska: Asterionella formosa Hass. var. tatrica n. var. w jeziorach tatrzańskich. Acta Soc. Bot. Pol. 11, 1934.
- Jadwiga Wołoszyńska: Bruzdnice Tatr i Karpat Wschodnich. Acta Soc. Bot. Pol. 21, 1951–52.